# Paul Amann
Paul Amann (5 de agosto de 1920 - 9 de agosto de 1991) foi um oficial alemão que serviu na Luftwaffe durante a Segunda Guerra Mundial. Foi condecorado com a Cruz de Cavaleiro da Cruz de Ferro.